# Копыновцы
Копыно́вцы (укр. Копинівці) — село в Ивановецкой сельской общине Мукачевского района Закарпатской области Украины.
Центр сельского Совета, расположено у подножия горы Маковица, в 23 км от районного центра и железнодорожной станции Мукачево. Сельсовету подчинены населенные пункты Микуловцы, Ростовятица и Счастливое.
Население по переписи 2001 года составляло 803 человека. Почтовый индекс — 89631. Телефонный код — 3131. Занимает площадь 1,759 км². Код КОАТУУ — 2122784201.

## История
Первое упоминание о Копыновцах в исторических документах относится к 1447 г.